# Jicchak Orpaz-Auerbach

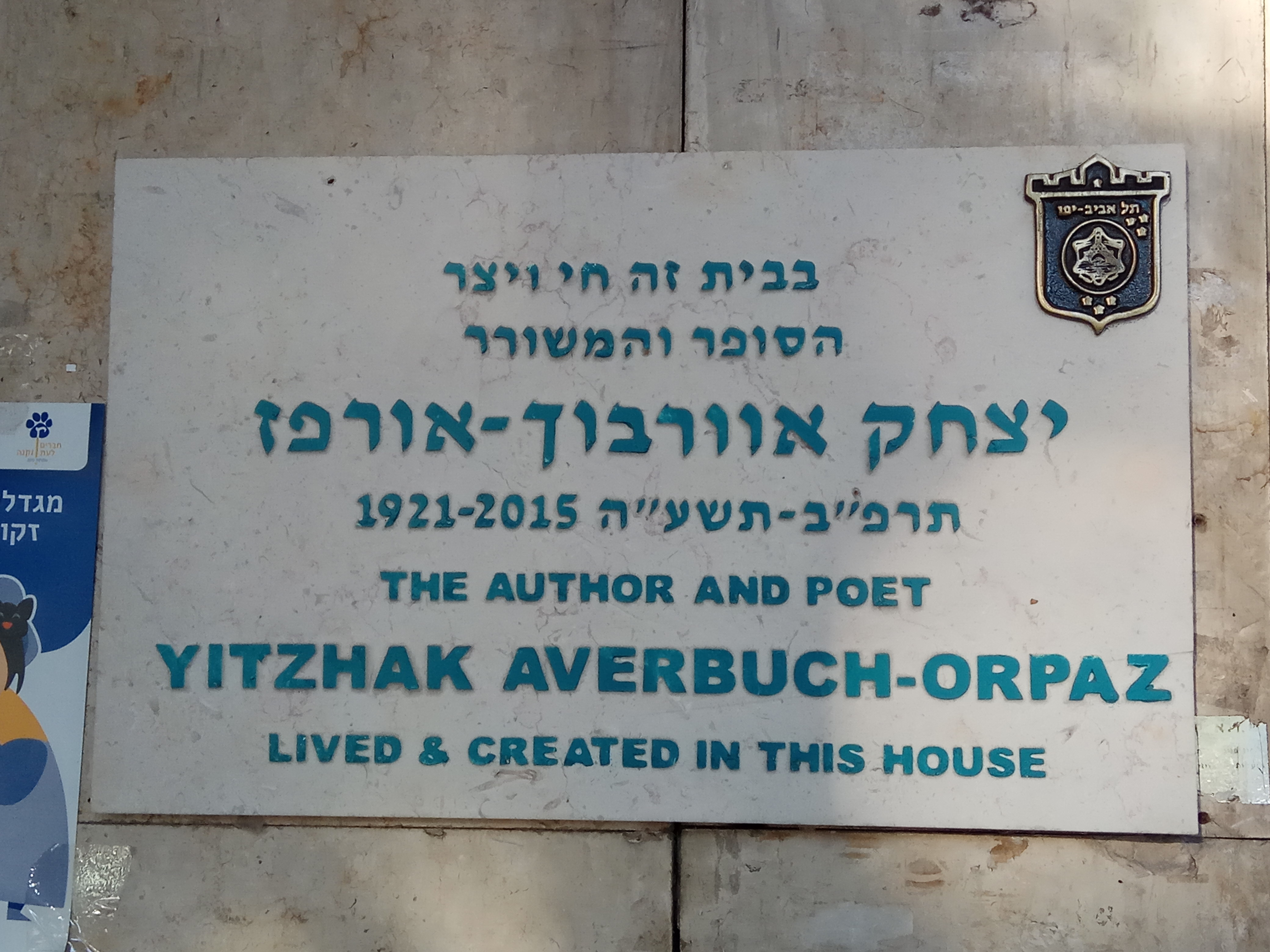
Pamětná deska autora Jicchak Orpaz-Auerbach

Jicchak Orpaz-Auerbach (hebrejsky: יצחק אוורבוך אורפז‎, 15. října 1921 Ziňkiv – 14. srpna 2015 Tel Aviv) byl izraelský spisovatel.

## Biografie
Narodil se v ukrajinské části Sovětského svazu a v sedmnácti letech podnikl aliju do britské mandátní Palestiny. Během druhé světové války sloužil v Britské armádě a během izraelské války za nezávislost v Izraelských obranných silách. Po válce v pravidelné armádě. Poté studoval filosofii a hebrejskou literaturu na Telavivské univerzitě.
Jeho první kniha Esev pere (česky doslova „Divoká tráva“) byla vydána roku 1959.

## Ocenění
V roce 2005 mu byla udělena Izraelská cena za literaturu. Izraelská cena je udílena od roku 1953 a patří mezi nejvyšší izraelská státní vyznamenání.